# Gametis bealiae
Gametis bealiae är en skalbaggsart som beskrevs av Hippolyte Louis Gory och Achille Rémy Percheron 1833. Gametis bealiae ingår i släktet Gametis och familjen Cetoniidae. Inga underarter finns listade i Catalogue of Life.